# MediaCityUK

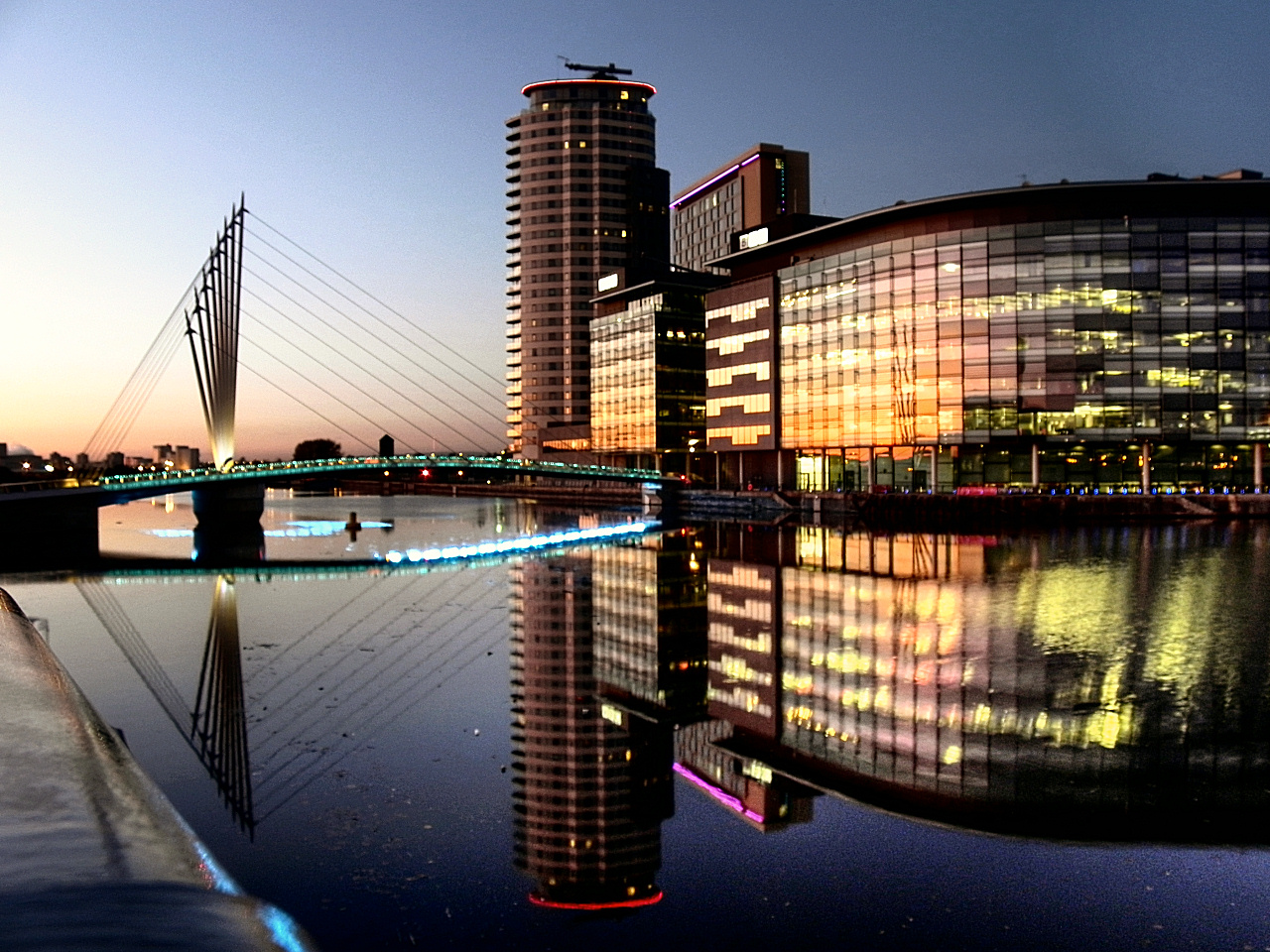
MediaCityUK (2011)

MediaCityUK ist ein Gewerbe-, Unterhaltungs- und Wohnkomplex in der nordenglischen Stadt Salford im Metropolitan County Greater Manchester. Das Gelände befindet sich am Ufer des Manchester Ship Canal und war zuvor Teil des Hafens von Manchester.
Projektentwickler der MediaCityUK ist das Unternehmen Peel Media, Entwürfe und Planungen stammen vom Architekturbüro Chapman Taylor. Die Immobilien des Komplexes werden vorrangig durch Medienunternehmen genutzt wie etwa die BBC sowie durch die Universität Salford.
Die MediaCityUK ist durch die gleichnamige Haltestelle in das ÖPNV-System Manchester Metrolink eingebunden, die im Jahr 2010 eröffnet wurde.